# 馬來西亞—烏茲別克關係
馬來西亞－烏茲別克關係是指马来西亚与中亚国家乌兹别克斯坦之間历史上与现代的雙邊關係。双方于1992年2月21日建交，馬來西亞也是最早与乌兹别克斯坦建立外交關係的國家之一。建交以來兩國高層交往頻繁，各领域来往不断。现今兩國均為伊斯兰合作组织、不結盟運動、77國集團成員國。

## 政治交流
早在苏联治下的乌兹别克斯坦时期，乌兹别克斯坦就与马来西亚有着政治往来，1987年，马来西亚首相马哈迪造访苏联，期间在乌兹别克斯坦停留三天，参观了撒马尔罕古城，并呼吁包括乌兹别克族在内的苏联穆斯林续坚守伊斯兰信仰；1988年，乌兹别克苏维埃社会主义共和国部长理事会主席卡迪洛夫也造访了马来西亚。
1991年8月31日，乌兹别克斯坦脱离苏联宣告獨立，马来西亚政府随即在1992年2月21日承认乌政府并与之建交。此后两国关系友好顺利发展，建交当年，烏茲別克總統卡里莫夫就访问了大马，以商討兩國互利合作事宜，馬、乌两国并签署了双边合作协议以深化邦谊，1993年4月，马哈迪再度對烏茲別克展開三天的訪問，出席了烏茲別克總統伊斯蘭·卡里莫夫所設的國宴。提到双边關係时，馬哈迪希望鞏固兩國的經濟及貿易關係，並認為這種關係應建立在互助互惠的基礎上。随后两国政府也成立了一个政府间联合理事会。
进入21世纪，双边关系进一步巩固发展，马来西亚最高元首端姑賽西拉祖丁、首相阿都拉·巴达威也分别于2005年、2008年出访乌国。两国也在联合国、不结盟运动、伊斯兰合作组织与不结盟运动等多边国际组织相互支持、互惠互利。尽管乌兹别克斯坦因为民主人权状况不佳而受到欧美国家批判，但採取現實主義外交政策的馬來西亞仍然維持著與乌兹别克斯坦历代政權的友好關係。

## 经贸关系
20世纪80年代，苏联放宽了对各加盟共和国的经济管制，允许其与其他独立国家建立直接贸易联系，此后双边贸易额不断增长。卡迪洛夫访馬期间，双方签署了经贸文化合作备忘录。乌兹别克斯坦独立后，两国在经贸等领域的合作关系日益加强。大马一些食品、肥料制造商也有兴趣与乌兹别克斯坦发展合作关系，并邀请乌国参加大马举办的农产品和食品展销会。
据經濟複雜性研究中心统计，受到嚴重特殊傳染性肺炎疫情的影响，2020年，大马对乌兹别克斯坦出口额为6010万美元，同比2019年减少了32.6%，而乌兹别克斯坦对馬出口额则为555万美元。乌兹别克斯坦也正在成为大马棕榈油出口的潜在市场之一。
大马与乌兹别克斯坦享有良好的投资联系，两国商会来往不断。而马来西亚国家石油公司是在乌兹别克斯坦境内开展投资活动重要的外资企业之一。其他大马企业也在乌兹别克斯坦拥有庞大的业务，涉及油气开发、行動網路建设、航空物流中心等多领域。
在金融领域，乌兹别克斯坦的伊斯兰金融产业起步较晚，2003年，乌国加入伊斯兰开发银行，其后亦开始与伊斯兰金融产业较为发达的大马开展合作。

## 人文交流

### 旅行与签证

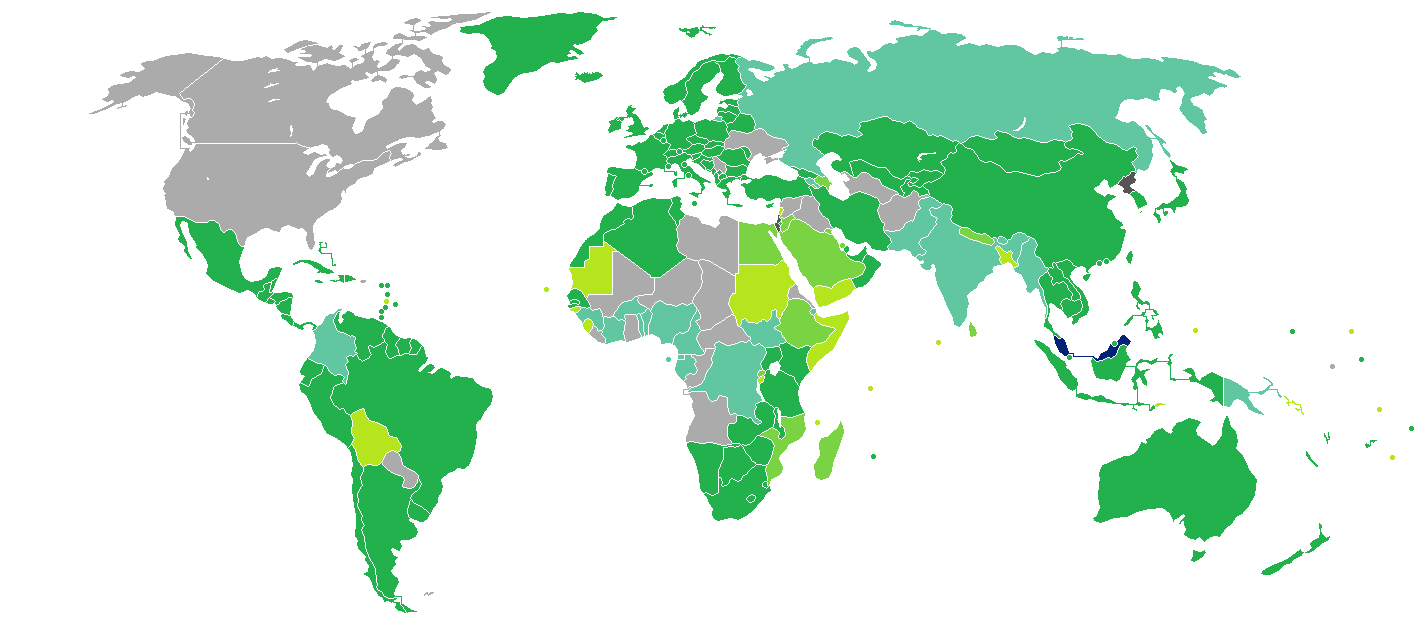
持馬來西亞護照的馬來西亞公民簽證要求分布圖：入境乌兹别克斯坦可以免签证。

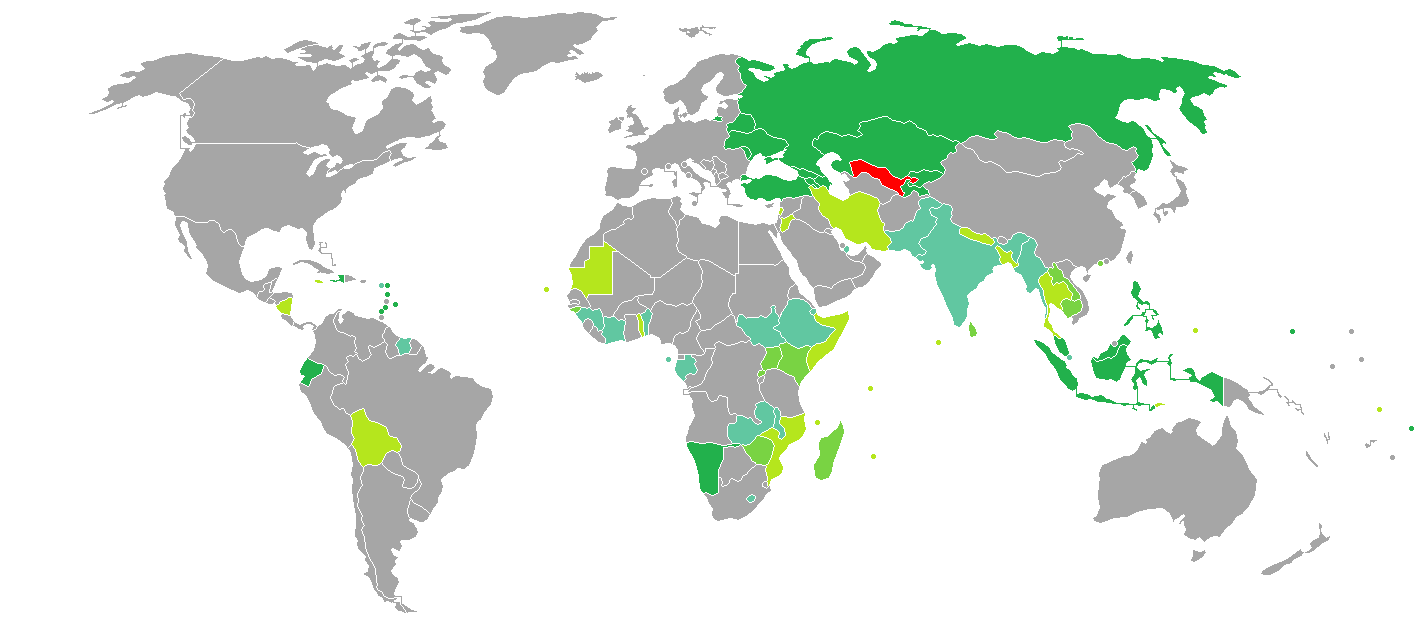
持烏茲別克護照的烏茲別克人口簽證要求分布圖：入境馬來西亞可以免簽證。

两国互免签证，自2018年2月10日起，持馬來西亞護照的馬來西亞公民可免签证入境乌兹别克斯坦，停留最多30天。而持烏茲別克護照的烏茲別克公民也可以免签证入境大马，停留最多30天。
乌兹别克斯坦驻马来西亚大使拉威斯汉称，浮罗交怡为乌兹别克斯坦公民在大马的首选旅游景点；惟乌国希望加强与大马在旅游领域的合作，希望加强两国旅游业者的联系，并提供高效的推广平台促进大马游客对乌兹别克斯坦的理解，以开辟更多具有潜力的景区。

### 文教合作
进入21世纪，大马、乌兹别克斯坦在两国教育领域的合作紧密，2019年10月，塔什干金融学院与马来西亚的合作伙伴管理与创业二元大学（Binary University）建立了乌兹别克-马来西亚联合学院。2020年6月，乌兹别克斯坦高等和中等特殊教育部并花拉子模州主管机关与大马的管理与创业二元大学签署协议，大马将在乌尔根奇建立大学国际分校。马来西亚也是乌兹别克斯坦留学生重要的留学国家。截至2022年3月，共有300名乌兹别克斯坦留学生在大马的各大高等院校接受教育。另外，随着乌兹别克斯坦的伊斯兰金融产业开始起步，该国也开始与伊斯兰金融产业较为发达的大马开展合作，大马的伊斯兰金融大学正在协助乌国的高等院校，并在金融、银行业、工商管理及数位经济等领域开展联合培养学生、联合研究等项目。
馬、乌两国皆为穆斯林众多的国家，大马也通过宗教文化合作协助乌兹别克斯坦保护和促进本国文化遗产的利用。乌兹别克斯坦大使馆也时常在大马通过参加文化节等方式宣传本国文化。

## 交通
烏茲別克斯坦航空与马来西亚国际航空经营着由大马的吉隆坡国际机场直达乌兹别克斯坦塔什干国际机场的航班，此外两国也有兴趣开通由大马亞庇國際機場直达塔什干国际机场的包机。

## 外部連結
- 乌兹别克斯坦驻马来西亚大使馆 （页面存档备份，存于）（英文）（乌兹别克文）
- 马来西亚驻乌兹别克斯坦大使馆 （页面存档备份，存于）（英文）